# Pirogówka
Pirogówka (ukr. Пирогівка) – historyczna miejscowość, obecnie w rejonie sichowskim we Lwowie, koło współczesnej ulicy Pirogówki, między ulicami Pasieczną i Wulecką. Ze wschodu sąsiaduje z lasem Winnickim.